# Associazione nazionale degli interpreti ed operatori per sordi
ANIOS (Associazione Nazionale Interpreti e Operatori per Sordomuti fino al 2000 ; poi ANIOS Associazione Interpreti di Lingua dei segni italiana) è un'associazione degli interpreti della lingua dei segni italiana.

## Storia
L'associazione è stata fondata il 17 giugno 1987 per volontà di un gruppo di studenti che partecipava al primo corso per  interpreti ed operatori organizzato ad Ancona e del loro docente Franco De felice che è stato il primo presidente di ANIOS. L’unica tra i soci fondatori ad essere attualmente in ANIOS è Eugenia Becci.
La denominazione originaria era Associazione Nazionale Interpreti e Operatori per Sordomuti (A.N.I.O.S.).
Il primo esecutivo era formato da:
Franco De Felice (presidente), Delfina Paciotti (vicepresidente), Aurora Cercenelli, Anna Maria Latini, Michela Moscatelli (consiglieri)
Nel 2000 l'associazione subì una profonda  trasformazione nello statuto, fu rinominata  nell'attuale denominazione "ANIOS associazione interpreti di lingua dei segni italiana"..

## Struttura
ANIOS conta su 11 consigli regionali:
Piemonte, Liguria, Lombardia, Veneto, Toscana-Emilia Romagna, Marche, Umbria, Lazio, Campania, Puglia, Sicilia. 
È membro delle organizzazioni internazionali EFSLI e WASLI.
È formata da:
- Congresso nazionale (CN);
- Comitato centrale esecutivo (CCE);
- Consiglio direttivo nazionale (CDN);
- Collegio dei probiviri;
- Collegio dei revisori;
- Consigli regionali;
- Commissione esaminatrice nazionale;

## Presidenti
- Franco De Felice (1987 - 1989)
- Gino Pracchia (1989 - 1997)
- Fulvia Carli (1997 - 2004)
- Pietro Celo (2004 - 2007)
- Marcello Cardarelli (2007 - 2016)
- Lucia Rebagliati (2016 - 2019)
- Francesca Malaspina (2019 - “in corso”)